# Nailbomb
Nailbomb é um projeto paralelo do vocalista e guitarrista Max Cavalera e o guitarrista e vocalista Alex Newport. Juntamente com a dupla, o baterista Igor Cavalera e o guitarrista Andreas Kisser (ambos também do Sepultura), fizeram parte do Nailbomb em seu primeiro álbum de estúdio, Point Blank, lançado pela Roadrunner Records em 8 de março de 1994. Point Blank também contou com participações especiais dos guitarristas Dino Cazares do Fear Factory e Ritchie Bujnowski do Wicked Death. A banda se reuniu pela primeira vez em 29 anos em Tempe, Arizona, em novembro de 2024 e agora está em turnê regularmente novamente. 

## Integrantes
Membros
- Max Cavalera – (Sepultura, Cavalera Conspiracy, Soulfly) – vocais, guitarras, baixo, samples

Membros que gravaram o primeiro álbum
- Igor Cavalera (Sepultura, Cavalera Conspiracy) – bateria
- Andreas Kisser (Sepultura) – guitarra
- Dino Cazares (Fear Factory, Brujeria, Divine Heresy) – guitarra

Membros ao vivo
- Igor Cavalera (Sepultura, Cavalera Conspiracy) – bateria
- D.H. Peligro (Dead Kennedys) – bateria
- Evan Seinfeld (Biohazard, Damnocracy) – baixo
- Rhys Fulber (Front Line Assembly, Delerium) – teclado
- Barry C Schneider (Tribe After Tribe) – bateria
- Scoot (Doom) – baixo
- Dave Edwardson (Neurosis) - vocais, baixo
- Richie Cavalera (Incite) – guitarra
- Travis Stone (Cavalera Conspiracy, Pig Destroyer, Noisem) – guitarra (2024–atualmente)
- Johny Chow (Stone Sour, Fireball Ministry) – baixo (2024)
- Alex Cha (Pig Destroyer) – samples (2024–atualmente)
- Adam Jarvis (Pig Destroyer, Misery Index, Scour) – bateria (2024–atualmente)
- Jackie Cruz (Go Ahead and Die, Jade Helm) – baixo(2025–atualmente)
- Chris Moore (Repulsion, Vosh) – bateria(2025)
- Demir Soyer (Goetia, Execution Hour) – guitarra (2025)

## Discografia
- Point Blank (álbum de estúdio, 1994)
- Proud to Commit Commercial Suicide (álbum ao vivo, 1995)
- Live at Dynamo (vídeo, 2005)